# ناثان باريت (لاعب هوكي الجليد)
ناثان باريت هو لاعب هوكي الجليد كندي، ولد في 3 أغسطس 1981 في فانكوفر في كندا.

## وصلات خارجية
- ناثان باريت على موقع دوري الهوكي الوطني (الإنجليزية)
- ناثان باريت على موقع EliteProspects.com (الإنجليزية)
- ناثان باريت على موقع HockeyDB.com (الإنجليزية)